# ۷تی‌پی

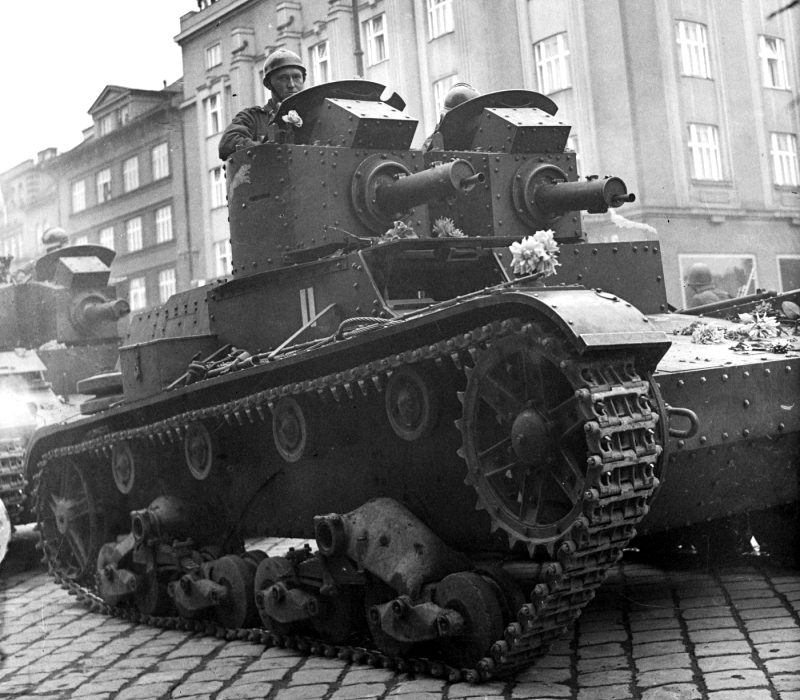
یک نمونه دو برجک در هنگام تصرف زاولژه پس از معاهده مونیخ، اکتبر ۱۹۳۸

۷تی‌پی (به لهستانی: siedmiotonowy polski) یک تانک سبک لهستانی بر اساس تانک ویکرز ۶ تن بریتانیایی بود که در هنگام تهاجم به لهستان تانک اصلی ارتش این کشور بود. از این تانک حداکثر ۱۵۰ عراده ساخته شد و شاسی آن در ساخت کشنده توپخانه سی۷پی مورد استفاده قرار گرفت.

## طراحی

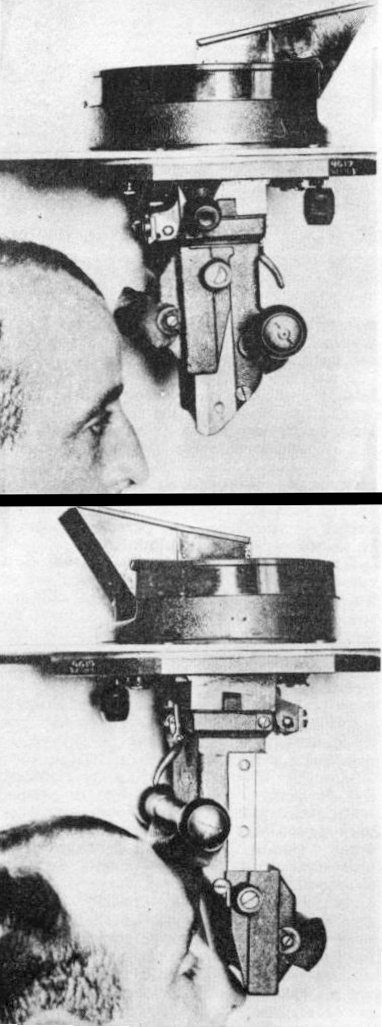
۷تی‌پی

۷تی‌پی حاصل توسعه تانک بریتانیایی ویکرز بود، لهستانی‌ها زره و توپ آن را بهبود بخشیدند و یک موتور دیزل و رادیو بر روی تانک کار گذاشتند. از این تانک طی سال‌های ۱۹۳۵ تا هنگام آغاز جنگ جهانی دوم ۱۳۲ عراده به علاوه چند نمونه اولیه ساخته شد. این تانک از اولین تانک‌ها با موتور دیزلی بود و در دو مدل تولید می‌گشت. یک نوع آن دارای دو برجک بود که به مسلسل مجهز بود و در طی زمان ضعف قدرت آتش و ناکارآمدی آن مشخص شد. نوع دیگر این تانک دارای یک برجک و مجهز به توپ ۳۷ میلی‌متری بوفور بود که قدرت آتش سهمگینی را فراهم می‌کرد. تا پیش از آغاز جنگ جهانی بسیاری از نسخه‌های دو برجک به نسخه یک برجک تغییر داده شدند و در هنگام آغاز جنگ جهانی دوم تنها ۲۴ عراده دو برجک وجود داشتند. در سال ۱۹۳۸ یک پیش‌نمونه بهبود یافته دیگر به نام ۹تی‌پی با ساخت ۱۳ عراده آغاز شد که هیچگاه به تولید انبوه نرسید اما این ۱۳ نمونه در محاصره ورشو حضور داشتند.

## تاریخچه عملیاتی
عمده تانک‌ها در هنگام تهاجم به لهستان در دو گردان زرهی استفاده شدند و مدل‌های آموزشی و ساخته شده در طول جنگ به دفاع از ورشو اختصاص یافتند. با وجود اینکه این تانک نسبت به همه تانک‌های ارتش آلمان در آن زمان برتری داشت اما تعداد اندکش نمی‌توانست نبرد را به نفع لهستانی‌ها تغییر دهد.

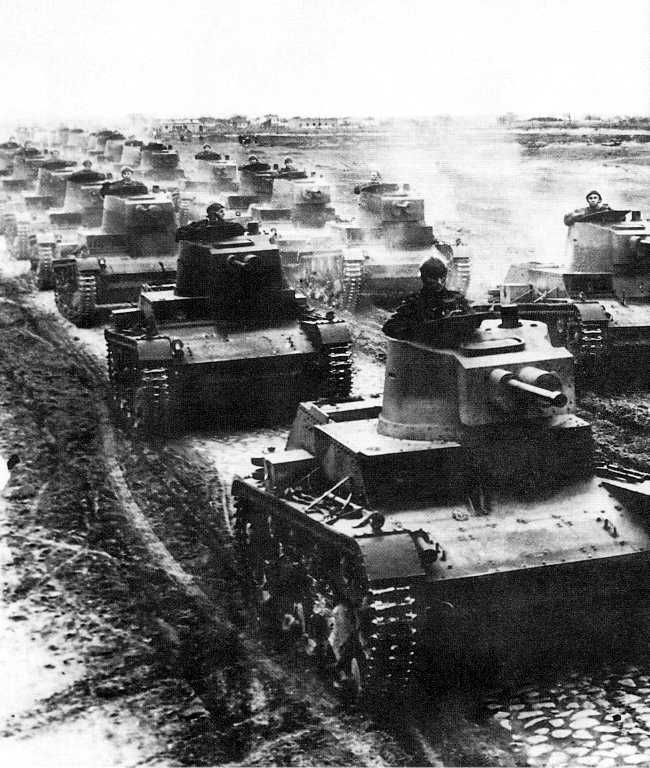
تانک‌های لهستانی در یک مانور

گردان اول زرهی (۴۹ تانک یک برجک) که بخشی از نیروهای ذخیره ارتش لهستان بود در روز ۴ سپتامبر وارد نبرد شد و نقش پشتیبانی نیروهای در حال عقب‌نشینی لهستانی را به عهده گرفت. در روز ۸ سپتامبر این نیرو توانست جلوی پیشروی ارتش آلمان به قلب نیروهای لهستانی را بگیرد اما خود به محاصره افتاد. در روز ۱۳ سپتامبر این واحد با تلفات سنگین توانست از رود ویستولا بگذرد و به ارتش لوبلین ملحق شود. از آن پس این واحد جزئی از تیپ موتوری-زرهی ورشو شد که پس از نبرد توماشوف لوبلسکی نیروهای باقی مانده تانک‌های خود را نابود کرده و تسلیم نیروهای آلمانی شدند. گردان دوم زرهی که آن هم شامل ۴۹ تانک یک برجک بود به عنوان جزئی از ارتش ووچ سرنوشتی مشابه با گردان اول داشت و پس از پاره‌ای درگیری‌های مختلف با نیروهای آلمانی در روز ۱۷ سپتامبر خدمه ۱۱ تانک باقی مانده به علت نبود سوخت آن‌ها را نابود کرده و خود از سرپل رومانی به خاک این کشور گریختند.
در ورشو نیز دو گروهان از تانک‌های در دسترس ایجاد شد که شامل ۱۱ عراده تانک دو برجک و ۱۱ عراده تانک یک برجک به همراه تعداد نامعلومی خودرو زرهی دیگر می‌شد. این نیروها در محاصره ورشو نقش داشتند و سعی کردند با شکستن خطوط نیروهای آلمانی خود را به باقی مانده ارتش پوزنان برسانند که پس از نبرد بزورا در حال عقب‌نشینی به سمت ورشو بود. این حمله با وجود موفقیت‌های کوچک در ابتدا، نهایتاً به علت برتری هوایی آلمانی‌ها و بمباران‌های شدید آن‌ها با شکست تمام شد و با تسلیم ورشو در ۲۷ سپتامبر تمامی تانک‌ها توسط خدمه‌شان نابود شدند.